# آرثر إرفينغ
آرثر إرفينغ هو شخصية أعمال كندي، ولد في 1930 في سانت جون في كندا.